# Philip Taylor
Pour les articles homonymes, voir Taylor.
Philip Taylor (né le 20 mars 1985) est un athlète britannique, spécialiste du 400 mètres.

## Biographie
Il remporte le titre du relais 4 × 400 m lors des Championnats d'Europe en salle 2007, à Birmingham, en compagnie de Robert Tobin, Dale Garland et Steven Green. L'équipe du Royaume-Uni devance la Russie et la Pologne. Il remporte une nouvelle médaille dans cette même épreuve, en argent, lors de l'édition 2009.

### Palmarès
| Date | Compétition                    | Lieu       | Résultat | Épreuve   |
| ---- | ------------------------------ | ---------- | -------- | --------- |
| 2007 | Championnats d'Europe en salle | Birmingham | 1er      | 4 × 400 m |
| 2009 | Championnats d'Europe en salle | Turin      | 2e       | 4 × 400 m |

### Records
| Épreuve | Épreuve   | Performance | Lieu       | Date            |
| ------- | --------- | ----------- | ---------- | --------------- |
| 400 m   | Plein air | 48 s 47     | Birmingham | 29 février 2004 |
| 400 m   | Salle     | 47 s 16     | Birmingham | 21 février 2009 |